# Funmilayo Olayinka
Funmilayo Adunni Olayinka, née le 20 juin 1960 à Ado Ekiti au Nigeria et morte le 6 avril 2013 à Lagos, est une banquière nigériane mais également la vice-gouverneur de l'État d'Ekiti, du 15 octobre 2010 au 6 avril 2013.

## Biographie
Née en 1960 à Ado Ekiti au Nigeria, analyste et stratège en marketing, elle commence sa carrière dans le secteur bancaire à la First Bank of Nigeria, en 1986. Elle travaille ensuite comme manager pour les comptes d'entreprises à Access Bank, ex Merchant Banking Corporation et l'United Bank for Africa.
Après un processus d'élection contestée, lors des élections des gouverneurs en 2007, le candidat du parti au pouvoir au Nigeria, M. Segun Oni est déclaré vainqueur de cette élection. À la suite de ce résultat, Olayinka conjointement à Kayode Fayemi (en) contestent l'élection devant les tribunaux. Le 14 octobre 2010, après trois ans et demi de processus de réélection et de bataille judiciaire, le tribunal d'appel des élections à Ilorin, limoge l'ancien gouverneur, Segun Oni et déclare Kayode Fayemi, du Congrès d'action du Nigéria (ACN), comme nouveau gouverneur de l' État d' Ekiti. Funmilayo Olayinka est alors assermentée en tant que vice-gouverneur de l' État d'Ekiti, en vertu de son rôle de colistier de Kayode Fayemi, durant les élections de 2007. Elle est alors la deuxième femme dans l'histoire de l' État d' Ekiti à occuper ce poste. Elle est membre du Congrès d' action du Nigeria.
Elle meurt dans la soirée du 6 avril 2013, des suites d'un cancer et est inhumée à Ado-Ekiti.

## Source de la traduction
- (en) Cet article est partiellement ou en totalité issu de l’article de Wikipédia en anglais intitulé « Funmilayo Olayinka » (voir la liste des auteurs).